# Philodina tranquilla
Philodina tranquilla är en hjuldjursart som beskrevs av Wulfert 1942. Philodina tranquilla ingår i släktet Philodina och familjen Philodinidae. Inga underarter finns listade i Catalogue of Life.